# Sentimentalisme

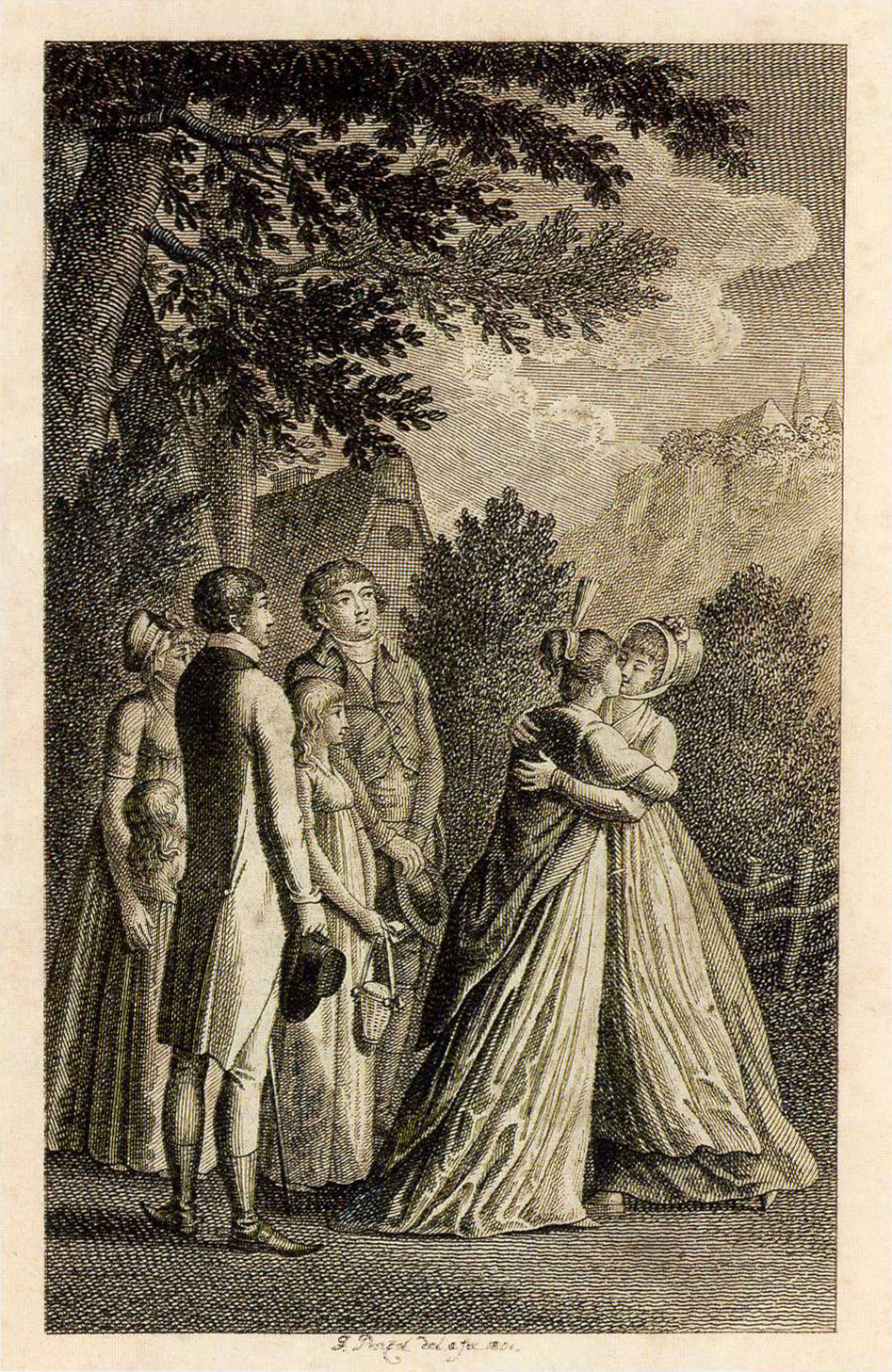
Frontispici de Fanny und Julia (1801), de Sophie von La Roche

El sentimentalisme és un corrent de pensament que prioritza els sentiments per damunt de la intel·lectualització i que va desenvolupar-se al segle xviii com a reacció al racionalisme de la il·lustració. A la literatura va ser el moviment precursor del romanticisme, influint fortament en François-René de Chateaubriand, per exemple. Al teatre va correspondre amb el melodrama.
Aquest corrent filosòfic s'oposà a l'intel·lectualisme i el voluntarisme. Va conviure amb el pietisme, que també va tenir especial importància a Alemanya. Al seu origen hi havia sobretot textos de tema religiós, destacant per exemple els textos que acompanyaven els oratoris de Johann Sebastian Bach. A poc a poc va anar introduint altres temes, sovint moralitzants, per acabar descartant els eclesiàstics i religiosos, motiu pel qual aquest moviment ha estat qualificat de pietisme secularitzat. Un teòric del sentimentalisme va ser Jean-Baptiste Dubos.
Correspon a un moviment literari que intensifica i afecta l'expressió dels sentiments i que va estar força influenciat per Jean-Jacques Rousseau. Va tenir especial importància a la poesia alemanya i la novel·la britànica. Entre els poetes alemanys destaquen Friedrich Gottlieb Klopstock (1724-1803), Christian Fürchtegott Gellert (1715-1769), Johann Timotheus Hermes (1738-1821) i Sophie von La Roche (1730-1807). En novel·la destaquen Pamela (1740) de Samuel Richardson i Sentit i sensibilitat de Jane Austen.